# Compagnia di intervento operativo
Le compagnie di intervento operativo dell'Arma dei carabinieri, meglio note con l'acronimo di "C.I.O", sono compagnie formate nei battaglioni e reggimenti della prima brigata mobile al fine di disporre di adeguati contingenti di rinforzo per consentire ai comandi territoriali di attuare servizi di controllo straordinario del territorio, al fine di risolvere criticità emergenti della situazione dell'ordine e della sicurezza pubblica in specifiche aree del territorio nazionale, di volta in volta individuate. 
Questa è suddivisa in S.I.O., acronimo di Squadra di Intervento Operativo e S.O.S., acronimo di Squadra Operativa di Supporto.
Le Squadre di Intervento Operativo (SIO), inquadrate nei Reggimenti/Battaglioni della 1^ Brigata Mobile, sono unità caratterizzate da spiccato dinamismo e versatilità operativa, il cui dispiegamento consente di attuare servizi straordinari di controllo, a supporto dei reparti dell’Organizzazione territoriale, al fine di: 
- potenziare i servizi di prevenzione;
- fronteggiare emergenti criticità della situazione dell’ordine e della sicurezza pubblica;
- coadiuvare i reparti territoriali nello svolgimento di mirate attività di polizia giudiziaria;
- garantire continuità al servizio istituzionale in caso di calamità naturali;
- operano a supporto dei reparti delle altre Organizzazioni funzionali per lo svolgimento di mirate attività di controllo/polizia giudiziaria.

L’impiego è disposto dalla Sala Operativa del Comando Generale: in via ordinaria, con pianificazione periodica, avuto riguardo alle richieste dei Comandi di Legione; al verificarsi dell’esigenza, con tempi di proiezione nell’area di interesse entro le 72 ore.

## Selezione del personale e alimentazione del reparto
L’alimentazione delle SIO avviene, nel rispetto dei previsti requisiti anagrafici: 
- in via ordinaria, mediante la pianificazione annuale dei trasferimenti “a domanda”, assegnando i militari che abbiano ottenuto l’idoneità sanitaria e superato l’iter selettivo di accesso al reparto;
- su disposizione dei rispettivi Comandanti di Corpo, avendo cura di individuare il personale dipendente che abbia evidenziato maggiore attitudine per le peculiari tipologie di incarico;

fermo restando il superamento dell’iter selettivo di accesso, immettendo personale in prima assegnazione ai reparti dell’Organizzazione mobile, dei ruoli:
- Marescialli, in uscita dai corsi triennali, individuato, in relazione a dimostrate attitudini e capacità, per incarichi di inquadramento;
- Brigadieri, provenienti dai soli “corsi di qualificazione”, prescelti, in relazione a dimostrate attitudini e capacità, per incarichi di inquadramento;
- Appuntati e Carabinieri, che, dopo un anno di permanenza presso Stazioni/Tenenze, accede ai Reggimenti/Battaglioni della 1^ Brigata Mobile.

## Dislocazione delle sedi CIO
Le CIO, istituite formalmente dal 1º novembre 2000, sono operative presso i seguenti battaglioni e reggimenti della 1ª Brigata Mobile:
- 1º Reggimento  carabinieri  "Piemonte"  in Moncalieri
- 2º Battaglione carabinieri "Liguria" in Genova
- 3º Reggimento carabinieri "Lombardia" in Milano
- 4º Battaglione carabinieri "Veneto" in Mestre
- 5º Reggimento carabinieri "Emilia-Romagna" in Bologna
- 6º Battaglione carabinieri "Toscana" in Firenze
- 8º Reggimento carabinieri "Lazio" in Roma
- 10º Reggimento Carabinieri "Campania" in Napoli
- 11º Reggimento carabinieri "Puglia" in Bari
- 12º Reggimento carabinieri "Sicilia" in Palermo
- 14º Battaglione carabinieri "Calabria" in Vibo Valentia

## Possibili configurazioni
Le Compagnie d'Intervento Operativo, unitamente ad Aliquote di Personale del 1º Reggimento Carabinieri Paracadutisti "Tuscania", dello Squadrone Cacciatori, del 7º e 13º Reggimento, formano una Unità di rinforzo con configurazione e composizione differenziata in ragione delle caratteristiche prevalenti dell'area d'impiego (urbane, extraurbane, rurali), che costituisce una sorta di pacchetto di forza impiegabile per dati periodi di tempo e previo minimo preavviso (24-48 ore).

## Funzioni e capacità operative
Le CIO possono intervenire, nel numero di volta in volta ritenuto necessario e per un massimo di 6 ore, per lo svolgimento dell'operazione di controllo straordinario del territorio, a supporto dei reparti stanziali di una o più province al fine di prevenire, attraverso una più intensa e visibile attività di controllo del territorio, la "recrudescenza di specifici fenomeni criminosi" quali:
- rapine gravi,
- estorsioni,
- attentati dinamitardi ed incendiari,
- antisommossa
- sicurezza agli stadi
- sicurezza alle manifestazioni
- pubblica sicurezza

- contrabbando,
- sfruttamento della prostituzione,
- immigrazione clandestina;

oppure il "verificarsi di episodi delittuosi di particolare gravità" quali:
- omicidi,
- sequestri di persona,
- atti di eversione o terrorismo.

## Equipaggiamento
Oltre all'armamento individuale (Beretta 92SB/FS)e di reparto (Beretta PM-12S2/Beretta PMX) in dotazione alle normali unità, le squadre C.I.O sono equipaggiate anche con:
- apparati radio "Puma",
- kit circolazione stradale,
- visori notturni,
- metal detector,
- giubbetti e caschi antiproiettile,
- binocoli e complessi fotografici.
- Taser X2

Essendo integrate nei reggimenti e battaglioni (che svolgono principalmente operazioni di ordine pubblico) le CIO dispongono  — all'occorrenza — anche dell'equipaggiamento tipico delle unità antisommossa: bastone retrattile "Tonfa mod.PR-24" e casco da O.P
Infine, poiché le CIO sono utilizzate anche per formare posti di controllo e di blocco, nonché come rafforzamento alle unità territoriali e radiomobili in particolari occasioni diverse dall'O.P., le Compagnie usano anche veicoli non antisommossa, come le Fiat Stilo - in dismissione - le Renault Clio IV e le Alfa Romeo Giulietta in versione 1.6 da 120 CV.

## Uniforme del personale CIO

Le C.I.O utilizzano la medesima uniforme operativa in dotazione ai battaglioni e reggimenti dell'Arma.